# Diabinfo.de
diabinfo.de -  Das Diabetesinformationsportal - ist ein deutsches Online-Gesundheitsportal, das wissenschaftlich geprüfte Patienteninformationen und Informationen für Fachkreise zu weiteren Themen rund um die Erkrankungsgruppe Diabetes mellitus anbietet. Gemeinsame Betreiber des Portals sind das Helmholtz Zentrum München, das Deutsche Diabetes-Zentrum in Düsseldorf und das Deutsche Zentrum für Diabetesforschung in Neuherberg. 

## Inhalte
Das Portal richtet sich an Menschen mit Diabetes, an Menschen mit einem besonderen Diabetes-Risiko und an deren Angehörige und alle Interessierten. Angeboten werden wissenschaftlich begründete, aktuelle Gesundheits- und Patienteninformationen zu den Bereichen „Vorbeugen“ (Bin ich gefährdet? Was kann ich tun?, Wo finde ich Hilfe? Wie motiviere ich mich? Was wird geforscht?), „Leben mit Diabetes“  (Neudiagnose Diabetes, Typ-1-Diabetes, Typ-2-Diabetes, Schwangerschaftsdiabetes, Andere Diabetesformen).
Die Informationen für medizinische Laien werden durch Informationen und Materialien für die Apotheke und die Diabetesberatung ergänzt.
Als Informationsformate werden Hintergrundartikel, Filme, Podcasts, Infografiken und Wissensvermittlung per Quiz genutzt. Das Portal ist in Teilen mehrsprachig. Die Übersetzung in Leichte Sprache erfolgte zusammen mit der Forschungsstelle Leichte Sprache an der Universität Hildesheim.

## Qualitätssicherung
Die Herausgeber von diabinfo.de legen das Vorgehen bei Entwicklung und Aktualisierung der der Gesundheitsinformationen in einem Methodenreport dar. Das Portal ist werbefrei.

## Geschichte und Finanzierung
Initiiert wurde das im Februar 2020 online gestellte Portal von der Bundeszentrale für gesundheitliche Aufklärung BZgA. Die Förderung erfolgt durch die BZgA, das Bundesministerium für Gesundheit sowie das BMBF.